# Loikaw
Loikaw o Loi-kaw (población aproximada 11 000 habitantes) es la capital del estado de Kayah, en Birmania. Se encuentra cerca del extremo septentrional del estado, a una altitud de 1.200 m s. n. m.. La mayor parte de sus habitantes pertenece a la etnia Kayah (Karenni). La mayor planta hidroeléctrica de Birmania, que fue construida por los japoneses como reparación de guerra se encuentra 20 km al este de Loikaw en las cascadas de Lawpita. Loikaw es conectado por una línea de ferrocarril recién construida entre Aungban - Pinlong - Loikaw.

## Clima
| Parámetros climáticos promedio de Loikaw (1981–2010) | Parámetros climáticos promedio de Loikaw (1981–2010) | Parámetros climáticos promedio de Loikaw (1981–2010) | Parámetros climáticos promedio de Loikaw (1981–2010) | Parámetros climáticos promedio de Loikaw (1981–2010) | Parámetros climáticos promedio de Loikaw (1981–2010) | Parámetros climáticos promedio de Loikaw (1981–2010) | Parámetros climáticos promedio de Loikaw (1981–2010) | Parámetros climáticos promedio de Loikaw (1981–2010) | Parámetros climáticos promedio de Loikaw (1981–2010) | Parámetros climáticos promedio de Loikaw (1981–2010) | Parámetros climáticos promedio de Loikaw (1981–2010) | Parámetros climáticos promedio de Loikaw (1981–2010) | Parámetros climáticos promedio de Loikaw (1981–2010) |
| Mes                                                  | Ene.                                                 | Feb.                                                 | Mar.                                                 | Abr.                                                 | May.                                                 | Jun.                                                 | Jul.                                                 | Ago.                                                 | Sep.                                                 | Oct.                                                 | Nov.                                                 | Dic.                                                 | Anual                                                |
| ---------------------------------------------------- | ---------------------------------------------------- | ---------------------------------------------------- | ---------------------------------------------------- | ---------------------------------------------------- | ---------------------------------------------------- | ---------------------------------------------------- | ---------------------------------------------------- | ---------------------------------------------------- | ---------------------------------------------------- | ---------------------------------------------------- | ---------------------------------------------------- | ---------------------------------------------------- | ---------------------------------------------------- |
| Temp. máx. media (°C)                                | 27.4                                                 | 29.8                                                 | 32.4                                                 | 33.5                                                 | 30.9                                                 | 28.6                                                 | 27.9                                                 | 27.8                                                 | 28.5                                                 | 28.5                                                 | 27.2                                                 | 26.0                                                 | 29.0                                                 |
| Temp. mín. media (°C)                                | 8.9                                                  | 11.0                                                 | 14.8                                                 | 19.1                                                 | 20.8                                                 | 20.9                                                 | 20.7                                                 | 20.6                                                 | 20.4                                                 | 19.1                                                 | 15.1                                                 | 10.5                                                 | 16.8                                                 |
| Lluvias (mm)                                         | 5.1                                                  | 3.1                                                  | 10.0                                                 | 37.7                                                 | 139.6                                                | 135.7                                                | 146.5                                                | 210.5                                                | 194.2                                                | 109.4                                                | 46.2                                                 | 7.9                                                  | 1045.9                                               |
| Fuente: Norwegian Meteorological Institute           |                                                      |                                                      |                                                      |                                                      |                                                      |                                                      |                                                      |                                                      |                                                      |                                                      |                                                      |                                                      |                                                      |